# Microsonda d'electrons

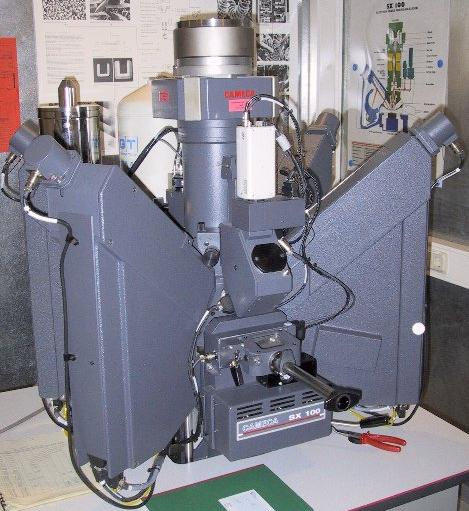
Microsonda de Castaing (SX100 de CAMECA). Esla espectròmetres són del tipus WDS.

La microsonda d'electrons, microsonda electrònica o microsonda de Castaing (en anglès: electron probe microanalyser, EPMA) és una microsonda utilitzada com a mètode d'anàlisi dels elements químics inventada l'any 1951 per Raimond Castaing. Consisteix a bombardejar una mostra amb electrons i analitzar l'espectre electomagnètic dels raigs X emesos per la mostra davant aquest bombardeix d'electrons.
La conceentració dels elements des del bor al plutoni es pot mesurar a nivells tan baixos com 100 parts per milió (ppm). Millores recents permeten arribar a nivells d'uns 10 ppm.

## Generalitats
Quan es bombardeja una mostra, certs electrons cedeixen una part de la seva energia cinètica a l'àtom, provocant l'ejecció d'un electró de l'àtom; l'àtom es diu « excitat ». Si l'electró ejectat és pròxim al nucli, un electró d'una capa electrònica perifèrica davallarà cap a una capa d'energia més feble (l'àtom es desexcita), i d'aquesta manera emetrà un fotó. Del fet de l'energie de transició, aquest fotó pertanyerà al domini dels raigs X.
Sovint les microsondes s'acoblen a microscopis electrònics i s'analitza l'espectre per anàlisi dispersiva en longitud d'on (o WDS per wavelength dispersive spectroscopy),és a dir que els fotons X són separats per difracció sobre un cristall; o bé per dispersió de l'energia (o EDS perr energy dispersive spectroscopy), el detector aleshores és un semiconductor que produeix els pics de tensió proporcionals a l'energie del fotó.

## Instrumental

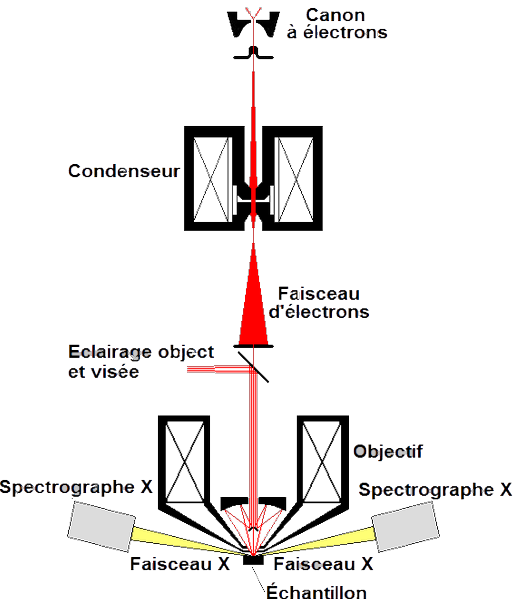
Esquema de la microsonda de Castaing

Una sonda electrònica està formada per una font d'electrons per dues o tres lents òptiques magnètiques. Els electons colpegen la mostra a analitzar amb una energie d'impacte que pot variar des d'alguns centenars d'eV fins a 50 keV. Els fotons emesos per la mostra són analitzats per espectròmetres de raigs X.

## Usos

### Ciència dels materials i enginyeria
Aquesta tècnica s'usa per analitzar la composició química de metalls, aliatges, ceràmica, i vidres.

### Mineralogia u petrologia
Moltes roques són agregats de grans minerals petits els quals poden donar la informació de quan es van formar i alterar. També es fa servir per estudiar roques extraterrestres (per exemple, meteorits) 

### Paleontologia
En fòssils excepcionalment ben conservats com els del jaciment Burgess shale, poden conservar les parts toves dels organismes, aquesta tècnica permet conèixer la seva composició elemental.